# アンドレア・マントヴァーニ
アンドレア・マントヴァーニ（Andrea Mantovani, 1984年6月22日 - ）は、イタリア・トリノ出身の元サッカー選手。現役時代のポジションはディフェンダー。センターバックと左サイドバックを主戦場とする。

## 経歴
地元のトリノFCに入団、2003年1月のカルチョ・コモ戦でプロデビュー。2005年にクラブが破産したためフリーエージェントとなり、ACキエーヴォ・ヴェローナに移籍した。キエーヴォ時代は一時期、ユヴェントスFCと共同保有になっていた。2005-2006シーズンはキエーヴォを7位の躍進に導き、カルチョ・スキャンダルによる順位繰上げによって翌シーズンは初めて欧州の舞台を経験する。しかしリーグ戦では低迷、降格の憂き目にあってしまった。2011年7月6日、キエーヴォで指導を受けたステファノ・ピオリ監督と共にUSチッタ・ディ・パレルモに移籍。移籍金は350万ユーロ。
2013年8月、ボローニャFCにレンタル移籍。1シーズンでレンタルバックすると、2014年9月11日にパレルモとの契約を双方合意に基づき解除した。その後は無所属の状態が続いたが、翌年2月1日にペルージャ・カルチョへ加入することが発表された。2014-15シーズンを終え、7月28日にヴィチェンツァ・カルチョと2年契約を結んだ。2016年1月30日、ノヴァーラ・カルチョに移籍した。
2018年7月27日、1年契約でヴィチェンツァへ復帰することが発表された。

## 代表歴
各アンダー世代のイタリア代表としてプレーし、2001年のUEFA U-16欧州選手権、2003年のUEFA U-19欧州選手権、U-21欧州選手権には2006年、2007年の各大会に出場。U-19欧州選手権では優勝を経験している。

## タイトル

### クラブ
トリノ
- セリエB : 2004-05

キエーヴォ
- セリエB : 2007-08

### 代表
イタリア U-19
- UEFA U-19欧州選手権 : 2003